# Stormfåglar
Stormfåglar (Procellariiformes) är en ordning i klassen fåglar som omfattar de fyra familjerna havslöpare, albatrosser, stormsvalor och liror. Stormfåglarna söker sin föda nästan uteslutande i det öppna havet och har en kosmopolitisk fördelning över världens hav, med den högsta mångfalden runt Nya Zeeland.
Stormfåglarna lever i kolonier och häckar mestadels på avlägset belägna, rovdjursfria öar. De mer storvuxna arterna placerar sina bon direkt på marken, medan de flesta mindre arter placerar bona i naturliga håligheter eller grävda hål. De återvänder med stor konsekvens och exakthet (filopatri) till den koloni och det bo där de föddes. Stormfåglarna bildar par som består i flera år och som kan vara under parets hela livstid. Ett enda ägg läggs per häckningsförsök, och vanligen görs ett enda häckningsförsök per år. Flera större albatrosser häckar bara en gång vartannat år. Båda föräldrarna deltar i ruvningen och matandet av ungen. Inkubationstiden är lång jämfört med andra fåglars, liksom tidsperioden från kläckning till flygfärdighet. När en unge har blivit flygfärdig lämnar den boet och får därefter ingen ytterligare föräldravård.
Stormfåglarna har haft en lång relation till människorna. De har varit en viktig näringskälla för många människor, och fortsätter att jagas som sådan i vissa delar av världen. Albatrosserna har varit föremål för många kulturella skildringar. Stormfåglarna är bland de mest hotade fågel-grupperna, med många arter hotade av utrotning på grund av införda rovdjur i deras häckningskolonier, marina föroreningar och för att de blir bifångster i fiske. Forskare, naturvårdare, fiskare, och regeringar runt om i världen arbetar för att minska hotet mot dem, och dessa ansträngningar har bland annat lett till undertecknandet av Avtalet om skydd av Albatrosser och Petreller, ett rättsligt bindande internationellt fördrag som undertecknades år 2001.

## Utbredning och ekologi
Gruppen är utpräglat pelagisk och förekommer över hela klotet men flest arter lever söder om ekvatorn och störst biodiversitet finns kring Nya Zeeland. Många av arterna inom ordningen besöker endast land under häckningstid och flera arter då ofta nattetid. De häckar ofta i kolonier på klippiga ensliga öar och kuster, där det finns få predatorer. De större arterna har sina bon direkt på marken medan mindre arter ofta placerar dem i naturliga fördjupningar i marken eller egna utgrävda jordhålor. Dom uppvisar stark filopatri, det vill säga återvänder till kolonin där de föddes för att häcka och häckar på samma plats i kolonin under många år. Stormfåglarna är monogama och bildar par under många år, ibland livet ut. De lägger ett ägg per häckningsförsök och ofta häckar de bara en gång om året. De större albatrosserna häckar ibland bara vartannat år. Båda föräldrarna ruvar och tar hand om ungen, och ruvperioden, och perioden innan ungen är flygg är i förhållande till andra fåglar mycket lång. Så fort fågeln är flygg upphör föräldrarnas omvårdnad.

## Utseende och anatomi
Procellariiformes är i storlek en mycket varierande grupp från den minsta stormsvalan på 15 cm till den gigantiska vandringsalbatrossen med ett vingspann på över tre meter. De större fåglarna har långa smala vingar och seglar långa sträckor på stela vingar ibland i imponerande höga hastigheter. När det stormar flyger de i en sorts berg- och dalbaneflykt, så kallad dynamisk glidflykt som i fågelskådarkretsar kallas för "lirflykt" eller att de "bågar". Under dynamisk glidflykt utnyttjar fågeln uppåtvindar som bildas på vågornas lovartsidor. Ju mer det blåser desto kraftigare uppåtvindar. Sedan kan fågeln glidflyga på läsidan av vågen. De mindre arterna, som exempelvis stormsvalorna tar sig istället fram i vågdalarna med korta fladdriga vingslag.
Färgskalan på stormfåglarna är svart, vit och grå med vissa inslag av brunare fjädrar. De har rak näbb med nedåtböjd spets. Det mest särskiljande draget hos denna grupp fåglar är dock att de har en eller två rörformiga näsöppningar på näbben. Bakom pannan sitter en körtel som koncentrerar saltet ur de havsvatten som fågeln dricker och detta saltkoncentrat rinner ut ur de rörformiga näsöppningarna som en tår från näbben. Den del i hjärnan som är förknippad med lukt är också förstorad hos ordningen men man vet idag inte exakt hur detta används. 

## Stormfåglar och människan
Människan och stormfåglarna har en lång gemensam historia. De har utgjort en viktig födotillgång och fortsätter att jagas  på grund av detta, och ägg plockas i vissa delar av världen. Deras fett och magolja har även använts till olika ändamål, bland annat för att göra ljus. Speciellt albatrosserna har en viktig symbolisk position i många kulturer och folkliga föreställningar.

### Status och hot
Stormfåglarna är en av de mest hotade fågelgrupperna, där många arter är utrotningshotade på grund av introducerade predatorer på häckningsplatserna, miljöförstöring i haven och att de fastnar eller skadar sig på fisknäringens fångstredskap. 

### Namn
Ordningen har tidigare ibland kallats "tubinares" och även kallats "petrellfåglar".

## Familjer
- Havslöpare (Oceanitidae)
- Albatrosser (Diomedeidae)
- Stormsvalor (Hydrobatidae)
- Liror (Procellariidae)

Tidigare urskildes även familjen dykpetreller men de inkluderas numera bland lirorna. Å andra sidan inkluderades tidigare Oceanitidae som en underfamilj i stormsvalorna.